# Ыныкчан
Ыныкчан (Ыныкча́нский) — упразднённый в 2008 году посёлок городского типа в Усть-Майском улусе Якутии.

## География
Находился в 175 км от районного центра. Велась золотодобыча.
Ближайший аэропорт находится в посёлке Солнечный.

## История
Основан в 1937 году в связи с началом разработки месторождения золота. Отнесён к категории рабочих посёлков в 1940 году.
Упразднён постановлением Ил Тумэн от 26 ноября 2008 года.

## Население
| 1959 | 1970  | 1979  | 1989  | 2002 |
| ---- | ----- | ----- | ----- | ---- |
| 2461 | ↗2700 | ↘1586 | ↗2024 | ↘392 |